# Seriana
Seriana är ett släkte av insekter. Seriana ingår i familjen dvärgstritar.

## Dottertaxa tillSeriana, i alfabetisk ordning[1]
- Seriana africia
- Seriana asymmetra
- Seriana atrosignata
- Seriana biarmata
- Seriana bifurcata
- Seriana chandrani
- Seriana coerulescens
- Seriana collina
- Seriana crassa
- Seriana cristata
- Seriana definita
- Seriana dentata
- Seriana dziobata
- Seriana equata
- Seriana frater
- Seriana fuscofasciata
- Seriana haripurensis
- Seriana indefinita
- Seriana jaina
- Seriana kotwica
- Seriana kovka
- Seriana malaica
- Seriana maxima
- Seriana media
- Seriana mirabilis
- Seriana nigrata
- Seriana ochrata
- Seriana peshawarensis
- Seriana pewna
- Seriana prosta
- Seriana punjabensis
- Seriana retroversa
- Seriana sagara
- Seriana sagittata
- Seriana widlasta